# STS-61-A
STS-61-A — двадцять другий космічний політ за програмою «Спейс Шаттл», дев'ятий і останній успішний космічний політ шатл«Челленджер». Метою польоту було проведення наукових досліджень в німецькому лабораторному модулі «Спейслеб D1», встановленому у вантажному відсіку шатла. Це була перша місія Спейс Шаттл фінансування й управління якою здійснювалося іншою країною — Німеччиною. Місія стартувала 30 жовтня 1985 року з Космічного центру імені Кеннеді у штаті Флорида. Єдиний політ в історії пілотованої космонавтики, екіпаж якого складався з восьми осіб (не рахуючи зведених екіпажів під час відвідування шатлам» орбітальних станцій «Мир» і МКС).

## Екіпаж

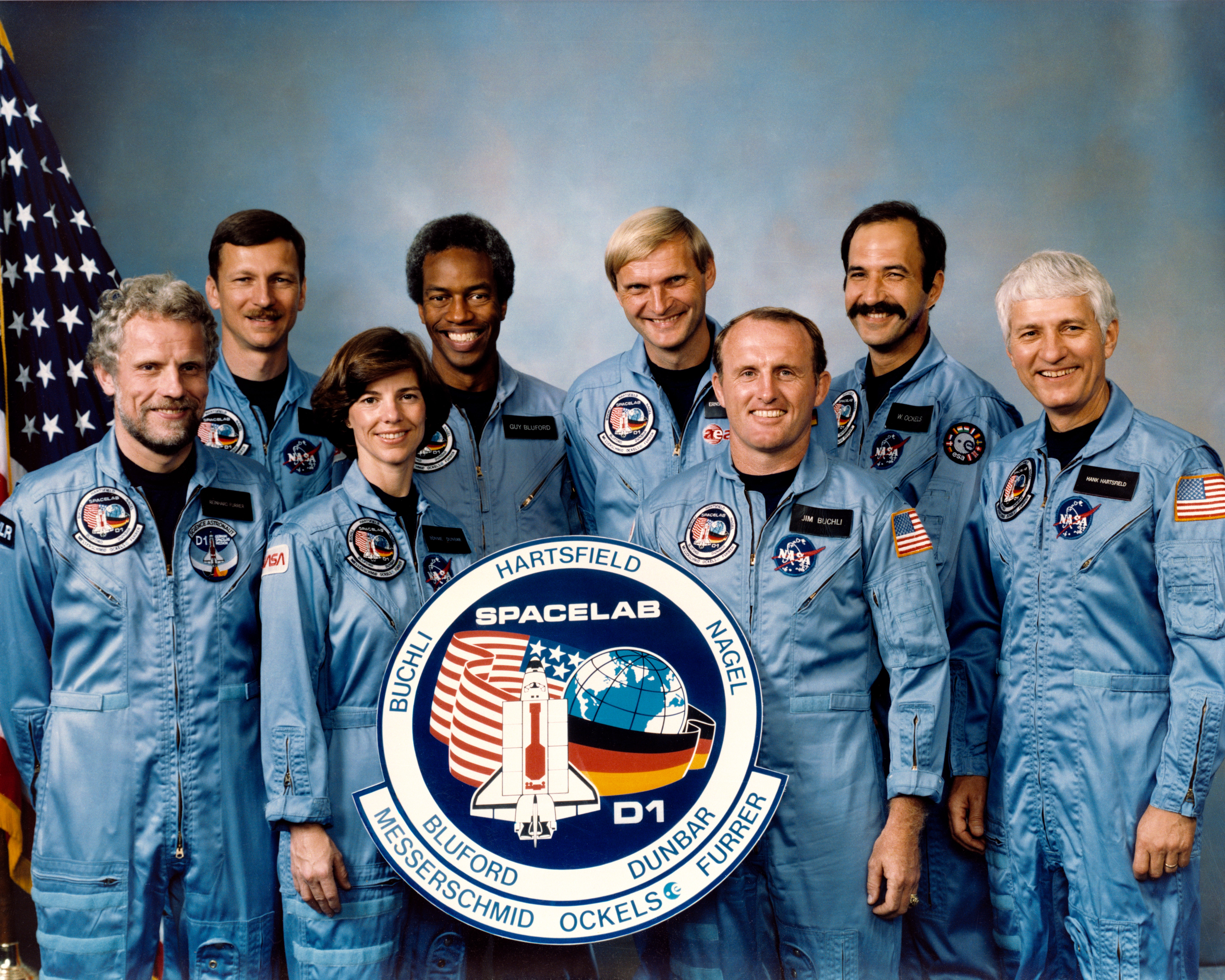
Екіпаж STS-61-A: Верхній ряд зліва направо — Нейджел, Блуфорд, Мессершмід, Окелс
Нижній ряд зліва направо — Фуррер, Данбар, Баклі, Хартсфілд

- Генрі Воррен Гартсфілд (3)[1] — командир;
- Стівен Нейджел (англ. Steven R. Nagel) (2) — пілот;
- Бонні Данбар (1) — фахівець за програмою польоту;
- Джеймс Баклі (англ. James Buchli) (2) — фахівець за програмою польоту;
- Гайон Блуфорд (2) — фахівець за програмою польоту;
- Райнхард Фуррер (англ. Reinhard Furrer) (1) — фахівець з корисного навантаження;
- Ернст Мессершмід (англ. Ernst Messerschmid) (1) — фахівець з корисного навантаження;
- Вюббо Оккелс (англ. Wubbo Ockels) (1) — фахівець з корисного навантаження;

## Параметри місії
- Маса:
  - під час зльоту: 110 568 кг
  - під час посадки: 97 144 кг
  - корисне навантаження: 14 451 кг

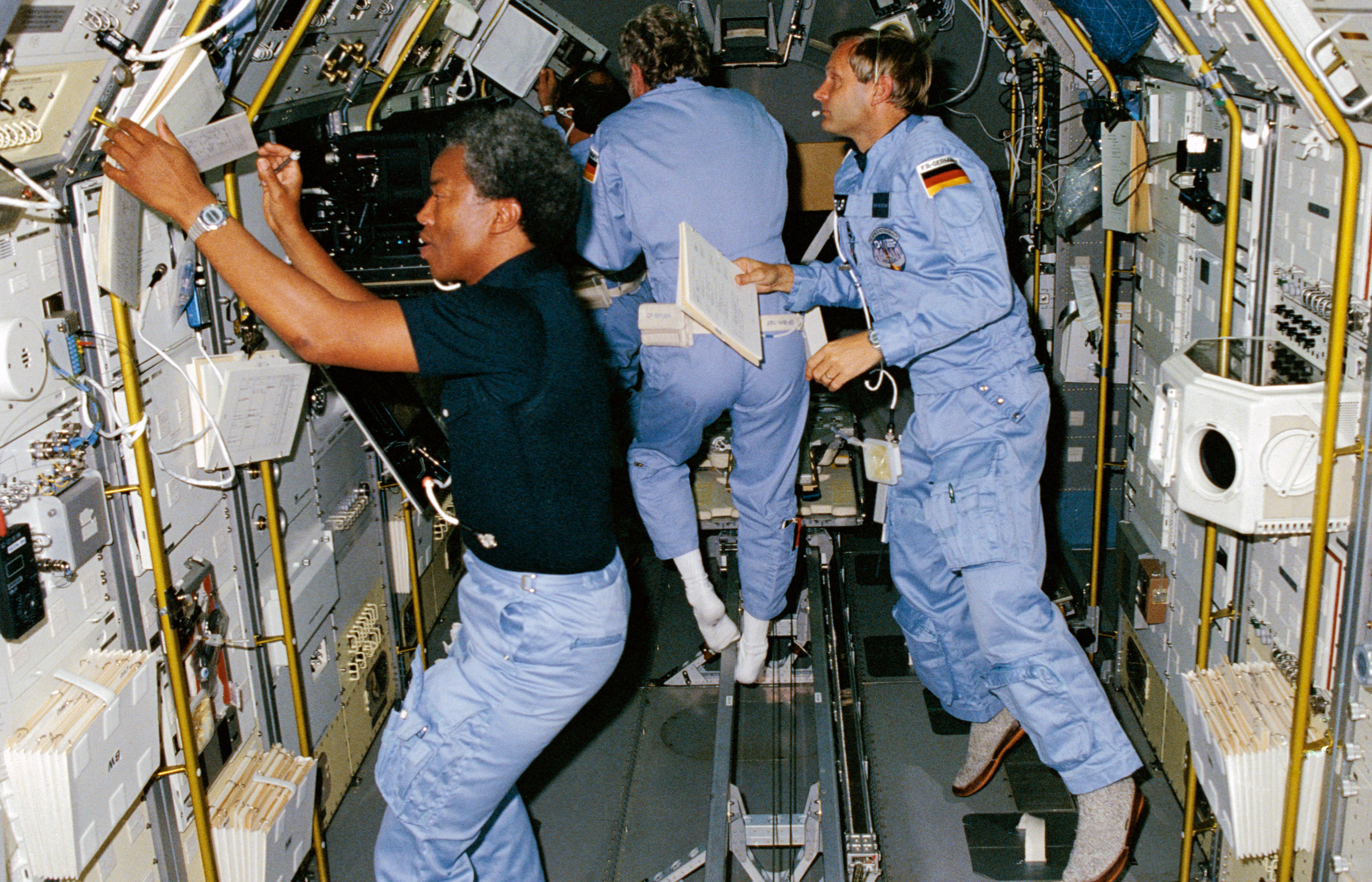
Екіпаж працює в «Спейслебі»

- Перигей: 319 км
- Апогей: 331 км
- Нахил орбіти: 57,0°
- Період: 91.0